# بولینگ در بازی‌های آسیایی ۲۰۱۴
بولینگ در بازی‌های آسیایی ۲۰۱۴ در پارک مونهاک در اینچئون در کره جنوبی برگزار شد. تاریخ برگزاری این رقابت‌ها ۲۷ ستامپر تا ۲ اکتبر ۲۰۱۴ بود.

## جدول مدال
| رتبه  | کشور                    | طلا | نقره | برنز | مجموع |
| 1     | کره جنوبی (KOR)         | ۷   | ۱    | ۶    | ۱۴    |
| 2     | ژاپن (JPN)              | ۲   | ۱    | ۰    | ۳     |
| 3     | سنگاپور (SIN)           | ۱   | ۲    | ۱    | ۴     |
| 4     | تایلند (THA)            | ۱   | ۱    | ۱    | ۳     |
| 5     | چین تایپه (TPE)         | ۱   | ۱    | ۰    | ۲     |
| 6     | مالزی (MAS)             | ۰   | ۴    | ۰    | ۴     |
| 7     | هنگ کنگ (HKG)           | ۰   | ۱    | ۱    | ۲     |
| 8     | چین (CHN)               | ۰   | ۱    | ۰    | ۱     |
| 9     | اندونزی (INA)           | ۰   | ۰    | ۲    | ۲     |
| 10    | امارات متحده عربی (UAE) | ۰   | ۰    | ۱    | ۱     |
| Total | Total                   | 12  | 12   | 12   | 36    |